# 1749 aux échecs
| Années des échecs : 1746 - 1747 - 1748 - 1749 - 1750 - 1751 - 1752    |
| Décennies des échecs : 1710 - 1720 - 1730 - 1740 - 1750 - 1760 - 1770 |

Cet article présente les faits marquants de l'année 1749 aux échecs.

## Divers
Philidor publie L’Analyse des Echecs, qui connaîtra un grand succès.